# 리처드 카펜터 (음악가)
리처드 카펜터(Richard Carpenter, 아명(兒名)은 Richard Lynn Carpenter이며 나중에 미들네임 Lynn을 떼고 Richard Carpenter로 개명(改名), 1946년 10월 5일 ~ )는 미국의 남성 가수, 작사가, 작곡가, 팝 음악가, 편곡가, 영화배우, 뮤지컬 배우, 피아노 연주자, 음반 프로듀서, 지휘자이다.

## 생애

### 어린 시절
미국 코네티컷주 뉴 헤이븐에서 출생하였고 미국 캘리포니아주 다우니에서 잠시 유년기를 보낸 적이 있는 그는 1961년 영국에서 아역 영화배우 첫 데뷔하였다.

### 주요 이력
- 1961년 영국 영화 《Tarnished heroes》로 영화배우 첫 데뷔.
- 1962년 영국 영화 《The password is courage》에 조연.
- 1962년 영국 영화 《Damn the defiant!》에 조연.
- 1963년 영국 영화 《Mystery submarine》에 조연.
- 1963년 영국 영화 《Wings of mystery》에 출연.
- 1965년 미국에서 뮤지컬 배우 데뷔.
- 1965년 영국·미국 합작 영화 《Escape by night》에 조연.
- 1967년 영국 영화 《The terrornauts》에 조연.
- 1969년 미국에서 누이동생 캐런 카펜터(Karen Carpenter)와 의기상투하여 팝 음악 보컬 음악 듀오 "카펜터즈(Carpenters)"의 보컬리스트 겸 피아니스트로 가수 데뷔.
- 1983년 누이동생 캐런 카펜터(Karen Carpenter)의 프로젝트 솔로 가수 데뷔를 목도하였지만 그 해 캐런 카펜터(Karen Carpenter)의 병사로 인하여 보컬 음악 그룹 "카펜터즈(Carpenters)"를 해체.
- 1986년 이지 리스닝 팝 음악 지휘자 데뷔.

## 같이 보기
- 카펜터즈
- 현이와 덕이
- 악동뮤지션
- 루벤 스터더드
- 캐런 카펜터
- 조 래포소
- 딜레이니 앤드 바니
- 딜레이니 브램릿
- 바니 브램릿